# Troleibuzele din Slatina
Rețeaua de troleibuz din Slatina a asigurat transportul electric din oraș. Rețeaua a fost inaugurată în 30 mai 1996 și a fost închisă în 31 martie 2006.

## Istorie
Lucrările pentru construirea rețelei de troleibuz au demarat în anul 1995, urmând ca troleibuzele să intre în circulație pe 30 mai 1996. În oraș erau următoarele trasee de tip circuit, care legau centrul orașului de uzina Alro Slatina:
12: str. Cornișei – str. Libertății – str. A.I. Cuza – str. Ecaterina Teodoroiu – str. Artileriei – str. Cireașovului – ALRO;
12 barat: ALRO – str. Cireașovului – str. Artileriei – str. Ecaterina Teodoroiu – str. A.I. Cuza – str. Libertății – str. Cornișei – ALRO.
Transportul cu troleibuze a fost oprit definitiv la 31 martie 2006, urmând ca vehiculele să fie casate în anul 2007, iar rețeaua demontată gradual până la finele anului 2009.

## Flotă
Trei troleibuze Rocar 212E au fost folosite pentru a deservi rețeaua, ele fiind numerotate 01-03.